# Йоахім Цандер
Йоахім Цандер (нім. Joachim Zander; 20 квітня 1917, Берлін — 22 квітня 1944, Атлантичний океан) — німецький офіцер-підводник, капітан-лейтенант крігсмаріне.

## Біографія
3 квітня 1936 року вступив на флот. З серпня 1939 року — вахтовий офіцер в 7-й і 6-й флотиліях мінних тральщиків. В січні-червні 1941 року пройшов курс підводника. З липня 1941 року — 1-й вахтовий офіцер на підводному човні U-201. В січні-березні 1942 року пройшов курс командира човна. З 3 березня по 30 вересня 1942 року — командир U-3. З жовтня 1942 по лютий 1943 року — інструктор 1-ї навчальної дивізії підводних човнів. З 23 березня 1943 року — командир U-311, на якому здійснив 2 походи (разом 110 днів у морі). 19 березня 1944 року потопив американський паровий танкер Seakay водотоннажністю 10 342 тонни, який перевозив 110 000 барелів гасу та 14 винищувачів (P-47 та P-51) на палубі; 1 з 85 членів екіпажу загинув. 22 квітня 1944 року U-311 був потоплений в Північній Атлантиці південно-західніше Ірландії (52°09′ пн. ш. 19°07′ зх. д.) глибинними бомбами канадських фрегатів «Матане» і «Свонсі». Всі 51 члени екіпажу загинули.

## Звання
- Кандидат в офіцери (3 квітня 1936)
- Морський кадет (10 вересня 1936)
- Фенріх-цур-зее (1 травня 1937)
- Оберфенріх-цур-зее (1 липня 1938)
- Лейтенант-цур-зее (1 жовтня 1938)
- Оберлейтенант-цур-зее (1 жовтня 1940)
- Капітан-лейтенант (1 квітня 1943)

## Нагороди
- Нагрудний знак мінних тральщиків (1940)
- Залізний хрест
  - 2-го класу (1940)
  - 1-го класу (грудень 1941)
- Нагрудний знак підводника (15 вересня 1941)